# Tour de France 2016.
Tour de France 2016. je 103. izdanje najpoznatije biciklističke utrke na svijetu. Utrka je startala 2. srpnja iz francuskog departmana Manche koje se nalazi u Normandiji. Jedna etapa je svoj cilj imala u Andori. Utrka je posjetila i Španjolsku te Švicarsku.
Prije početka utrke najveći favoriti za osvajanje žute majice su se smatrali Chris Froome, Alberto Contador i Nairo Quintana. Contador je nakon nekoliko padova bio prisiljen odustati u prvoj polovini utrke, a Chris Froome nije imao većih problema zadržati Naira Quintanu iza sebe.
Kao i prethodne godine, prvoj trojici biciklista u svakoj etapi (osim individualnih kronometara) dodjeljivale su se bonus sekunde (10, 6 i 4).

## Timovi
Svih 18 timova koji imaju UCI WorldTeam licencu obavezni su sudjelovati u ovoj utrci. Osim njih, u utrci sudjeluju i 4 Pro-kontinentalna tima koja su dobila pozivnicu organizatora.
- Ag2r-La Mondiale
- Astana
- BMC Racing Team
- Bora-Argon 18†
- Cannondale-Drapac
- Cofidis†
- Etixx-Quick Step
- Fortuneo–Vital Concept†
- Direct Énergie†
- FDJ
- Giant-Alpecin
- IAM Cycling
- Lampre-Merida
- LottoNL-Jumbo
- Lotto-Soudal
- Movistar Team
- Orica-BikeExchange
- Team Dimension Data
- Team Kaćuša
- Team Sky
- Tinkoff
- Trek Segafredo

†: pozvani Pro-kontinentalni timovi

## Etape
Etape su podijeljene u 7 težinskih kategorija koje određuju količinu bodova koji se dodjeljuju (sprinterska klasifikacija). Brdski ciljevi su podijeljeni u 5 kategorija (HC, 1, 2, 3 i 4) koji određuju količinu bodova koji se dodjeljuju (brdska klasifikacija).
| Etapa | Datum      | Start-cilj etape                                          | Duljina          | Tip | Tip                   | Pobjednik         |
| ----- | ---------- | --------------------------------------------------------- | ---------------- | --- | --------------------- | ----------------- |
| 1.    | 2. srpnja  | Mont Saint-Michel – Utah plaža, Sainte-Marie-du-Mont      | 188 km           |     | Ravna etapa           | Mark Cavendish    |
| 2.    | 3. srpnja  | Saint-Lô – Cherbourg-Octeville                            | 182 km           |     | Brdovita etapa        | Peter Sagan       |
| 3.    | 4. srpnja  | Granville – Angers                                        | 222 km           |     | Ravna etapa           | Mark Cavendish    |
| 4.    | 5. srpnja  | Saumur – Limoges                                          | 232 km           |     | Ravna etapa           | Marcel Kittel     |
| 5.    | 6. srpnja  | Limoges – Le Lioran                                       | 216 km           |     | Umjereno-brdska etapa | Greg Van Avermaet |
| 6.    | 7. srpnja  | Arpajon-sur-Cère – Montauban                              | 187 km           |     | Ravna etapa           | Mark Cavendish    |
| 7.    | 8. srpnja  | L'Isle-Jourdain – Lac de Payolle                          | 162 km           |     | Umjereno-brdska etapa | Stephen Cummings  |
| 8.    | 9. srpnja  | Pau – Bagnères-de-Luchon                                  | 183 km           |     | Brdska etapa          | Chris Froome      |
| 9.    | 10. srpnja | Vielha Val d'Aran (Španjolska) – Andorra-Arcalis (Andora) | 184 km           |     | Brdska etapa          | Tom Dumoulin      |
|       | 11. srpnja | Andora                                                    | Andora           |     | Slobodan dan          | Slobodan dan      |
| 10.   | 12. srpnja | Escaldes-Engordany (Andora) – Revel                       | 198 km           |     | Umjereno-brdska etapa | Michael Matthews  |
| 11.   | 13. srpnja | Carcassonne – Montpellier                                 | 164 km           |     | Ravna etapa           | Peter Sagan       |
| 12.   | 14. srpnja | Montpellier – Mont Ventoux                                | 185 km           |     | Brdska etapa          | Thomas De Gendt   |
| 13.   | 15. srpnja | Bourg-Saint-Andéol – La Caverne du Pont-d'Arc             | 37 km            |     | Indiv. kronometar     | Tom Dumoulin      |
| 14.   | 16. srpnja | Montélimar – Villars-les-Dombes - Parc des Oiseaux        | 208 km           |     | Ravna etapa           | Mark Cavendish    |
| 15.   | 17. srpnja | Bourg-en-Bresse – Culoz                                   | 159 km           |     | Umjereno-brdska etapa | Jarlinson Pantano |
| 16.   | 18. srpnja | Moirans-en-Montagne – Bern (Švicarska)                    | 206 km           |     | Umjereno-brdska etapa | Peter Sagan       |
|       | 19. srpnja | Bern (Švicarska)                                          | Bern (Švicarska) |     | Slobodan dan          | Slobodan dan      |
| 17.   | 20. srpnja | Bern (Švicarska) – Finhaut Émosson (Švicarska)            | 184 km           |     | Brdska etapa          | Ilnur Zakarin     |
| 18.   | 21. srpnja | Sallanches – Megève                                       | 17 km            |     | Indiv. kronometar     | Chris Froome      |
| 19.   | 22. srpnja | Albertville – Saint-Gervais-les-Bains                     | 146 km           |     | Brdska etapa          | Romain Bardet     |
| 20.   | 23. srpnja | Megève – Morzine                                          | 146 km           |     | Brdska etapa          | Jon Izagirre      |
| 21.   | 24. srpnja | Chantilly – Pariz                                         | 113 km           |     | Ravna etapa           | André Greipel     |

## Novčane nagrade
| Mjesto | Ukupni poredak | Sprinteri poredak | Brdski poredak | Mladi vozači | Etapna pobjeda |
| ------ | -------------- | ----------------- | -------------- | ------------ | -------------- |
| 1.     | 500.000 €      | 25.000 €          | 25.000 €       | 20.000 €     | 11.000 €       |
| 2.     | 200.000 €      | 15.000 €          | 15.000 €       | 15.000 €     | 5.500 €        |
| 3.     | 100.000 €      | 10.000 €          | 10.000 €       | 10.000 €     | 2.800 €        |
| 4.     | 70.000 €       | 4.000 €           | 4.000 €        | 5.000 €      | 1.500 €        |
| 5.     | 50.000 €       | 3.500 €           | 3.500 €        | -            | 830 €          |

## Rezultati[3]
|     | Vozač              | Tim                | Vrijeme      |  |
| --- | ------------------ | ------------------ | ------------ |  |
| 1.  | Chris Froome       | Team Sky           | 89h 04' 148" |  |
| 2.  | Romain Bardet      | AG2R La Mondiale   | + 4' 05"     |  |
| 3.  | Nairo Quintana     | Movistar Team      | + 4' 21"     |  |
| 4.  | Adam Yates         | Orica–BikeExchange | + 4' 42"     |  |
| 5.  | Richie Porte       | BMC Racing Team    | + 5' 17"     |  |
| 6.  | Alejandro Valverde | Movistar Team      | + 6' 16"     |  |
| 7.  | Joaquim Rodríguez  | Team Kaćuša        | + 6' 58"     |  |
| 8.  | Louis Meintjes     | Lampre-Merida      | + 6' 58"     |  |
| 9.  | Daniel Martin      | Etixx-Quick-Step   | + 7' 04"     |  |
| 10. | Roman Kreuziger    | Tinkoff            | + 7' 11"     |  |

|     | Vozač              | Tim                | Bodovi |  |
| --- | ------------------ | ------------------ | ------ |  |
| 1.  | Peter Sagan        | Tinkoff            | 470    |  |
| 2.  | Marcel Kittel      | Etixx-Quick-Step   | 228    |  |
| 3.  | Michael Matthews   | Orica–BikeExchange | 199    |  |
| 4.  | Andre Greipel      | Lotto-Soudal       | 178    |  |
| 5.  | Alexander Kristoff | Team Kaćuša        | 172    |  |
| 6.  | Bryan Coquard      | Direct Énergie     | 156    |  |
| 7.  | Thomas de Gendt    | Lotto-Soudal       | 154    |  |
| 8.  | Greg van Avermaet  | BMC Racing Team    | 136    |  |
| 9.  | Chris Froome       | Team Sky           | 131    |  |
| 10. | Rafał Majka        | Tinkoff            | 120    |  |

|     | Vozač             | Tim                 | Bodovi |  |
| --- | ----------------- | ------------------- | ------ |  |
| 1.  | Rafał Majka       | Tinkoff             | 209    |  |
| 2.  | Thomas De Gendt   | Lotto-Soudal        | 130    |  |
| 3.  | Jarlinson Pantano | IAM Cycling         | 121    |  |
| 4.  | Ilnur Zakarin     | Team Kaćuša         | 84     |  |
| 5.  | Rui Costa         | Lampre-Merida       | 76     |  |
| 6.  | Serge Pauwels     | Team Dimension Data | 62     |  |
| 7.  | Stef Clement      | IAM Cycking         | 53     |  |
| 8.  | Vincenzo Nibali   | Astana              | 36     |  |
| 9.  | Kristijan Đurasek | Lampre-Merida       | 36     |  |
| 10. | Thomas Voekler    | Direct Énergie      | 33     |  |

|     | Vozač              | Tim                    | Vrijeme      |  |
| --- | ------------------ | ---------------------- | ------------ |  |
| 1.  | Adam Yates         | Orica-BikeExchange     | 89h 09' 30"  |  |
| 2.  | Louis Meintjes     | Lampre-Merida          | + 2' 16"     |  |
| 3.  | Emanuel Buchmann   | Bora-Argon 18          | + 42' 58"    |  |
| 4.  | Warren Barguil     | Team Giant-Alpecin     | + 47' 32"    |  |
| 5.  | Wilco Kelderman    | LottoNL–Jumbo          | + 1h 19' 56" |  |
| 6.  | Julian Alaphilippe | Etixx–Quick-Step       | + 1h 55' 27" |  |
| 7.  | Jan Polanc         | Lampre-Merida          | + 2h 13' 42" |  |
| 8.  | Eduardo Sepúlveda  | Fortuneo–Vital Concept | + 2h 23' 45" |  |
| 9.  | Alexey Lutsenko    | Astana                 | + 2h 37' 10" |  |
| 10. | Patrick Konrad     | Bora-Argon 18          | + 2h 41' 50" |  |

|     | Tim              | Vrijeme      |  |
| --- | ---------------- | ------------ |  |
| 1.  | Movistar Team    | 267h 20' 45" |  |
| 2.  | Team Sky         | + 8' 14"     |  |
| 3.  | BMC Racing Team  | + 48' 11"    |  |
| 4.  | AG2R La Mondiale | + 56' 50"    |  |
| 5.  | Astana           | + 1h 16' 58" |  |
| 6.  | Tinkoff          | + 1h 52' 23" |  |
| 7.  | Trek–Segafredo   | + 2h 00' 16" |  |
| 8.  | IAM Cycling      | + 2h 10' 03" |  |
| 9.  | Team Kaćuša      | + 2h 29' 13" |  |
| 10. | Lampre-Merida    | + 2h 35' 18" |  |